# Елийска река
Елийска река е река в Северна България, Дунавската равнина, област Велико Търново – общини Павликени и Полски Тръмбеш, ляв приток на река Янтра. Известна е още като река Елѝя. Дължината ѝ е 32 км.
Елийска река води началото си от извор на 173 м н. в., разположен на 2,2 km югозападно от с. Патреш, община Павликени. Тече през Дунавската равнина в североизточна посока през асиметрична долина, със стръмни десни склонове. Влива се отляво в река Янтра, на 36 м н. в., на 2 км източно от град Полски Тръмбеш.
Площта на водосборния басейн на Елийска река е 262 км2, което представлява 3,3 % от водосборния басейн на Янтра.
По течението на реката са разположени 7 населени места – 6 села и 1 град:
- Община Павликени – Патреш, Горна Липница, Долна Липница;
- Община Полски Тръмбеш – Обединение, Иванча, Климентово, Полски Тръмбеш.

Водите на реката се използват главно за напояване. След село Обединение коритото на реката е коригирано с водозащитни диги против наводнения.
Почти по цялата долин на реката, по левия ѝ бряг, на протежение от 27,2 км преминава третокласен път № 502 от Държавната пътна мрежа Полски Тръмбеш – Патреш.

## Топографска карта
- Лист от карта K-35-27. Мащаб: 1 : 100 000.
- Лист от карта K-35-15. Мащаб: 1 : 100 000.
- Лист от карта K-35-16. Мащаб: 1 : 100 000.